# Arnhemvoskoesoe
De Arnhemvoskoesoe (Trichosurus vulpecula arnhemensis) is een klimbuideldier uit het geslacht der koesoes (Trichosurus) dat voorkomt in het noorden van West-Australië (Kimberley) en het Noordelijk Territorium (Top End), inclusief Barrow Island (het ontleent zijn naam aan Arnhemland in het Noordelijk Territorium). Deze ondersoort van de voskoesoe (Trichosurus vulpecula) wordt soms als aparte soort gerekend. Uit onderzoek blijkt echter dat het beter weer als ondersoort van de voskoesoe (Trichosurus vulpecula) gerekend kan worden.
De Arnhemvoskoesoe is kleiner dan de gewone voskoesoe; het gewicht bedraagt zo'n 1,5 kg. Deze soort heeft een licht geelbruine, korte vacht. De staart is minder behaard dan bij de gewone voskoesoe.